# Шейнин, Лев Александрович
Лев Александрович Шейнин (1895 — 1963) — советский хозяйственный деятель, фигурант дела ЕАК.

## Биография
Участвовал в российском революционном движении, член РСДРП(б) с 1914, в подполье познакомился с Л. М. Кагановичем. С 1930 до 1936 был директором Промышленной академии имени Л. М. Кагановича. Участвовал делегатом в XVII съезде ВКП(б). Затем работал директором комбината искусственного шёлка в Клину. С 1943 до 1949 работал начальником Высших инженерных курсов МПС СССР. С 1944 состоял членом президиума Еврейского антифашистского комитета. С 1949 до 1953 находился под арестом по делу ЕАК. Дальнейшая судьба неизвестна.